# Abay (Karagandy)
Abay (Kazakh: Абай ауданы, Abay awdanı), là một huyện của tỉnh Karagandy, miền trung của Kazakhstan. Trung tâm hành chính của huyện là thị xã Abay.

## Lịch sử
Ngày 21 tháng 3 năm 1973, huyện Michurin được thành lập với huyện lỵ Topar. Năm 1997, huyện đổi tên thành Abay và chuyển huyện lỵ về thị xã Abay.